# Tháng 5 năm 2006
Trang này liệt kê những sự kiện quan trọng vào tháng 5 năm 2006.

## Chủ nhật, ngày1 tháng 5
- Các cuộc biểu tình chống bán đạo luật H.R. 4437 tiếp tục tại Hoa Kỳ vào Ngày Quốc tế Lao động, khi gần một triệu người đình công và ra đường biểu tình đòi quyền cho những người nhập cư bất hợp pháp.

## Thứ ba, ngày2 tháng 5
- Thủ tướng Ý Silvio Berlusconi từ chức để đối thủ Romano Prodi lên nắm quyền.
- Tổ chức Giải vô địch bóng đá trong nhà Đông Nam Á 2006 tại Băng Cốc (Thái Lan)

## Thứ tư, ngày3 tháng 5
- Zacarias Moussaoui lãnh án tù chung thân trong vụ án liên quan đến sự kiện 11 tháng 9 tại Hoa Kỳ.

## Thứ năm, ngày4 tháng 5
- Nội các mới của Israel, với Ehud Olmert làm Thủ tướng, chính thức nhậm chức sau khi được Quốc hội Israel phê chuẩn.

## Thứ sáu, ngày5 tháng 5
- Chính phủ Sudan và nhóm phiến loạn chính tại Darfur, Quân Giải phóng Sudan, ký hiệp định hòa bình tại Abuja, Nigeria.

## Chủ nhật, ngày7 tháng 5
- Đảng Hành động Nhân dân giành 82 trên 84 ghế nghị viện trong cuộc tổng tuyển cử tại Singapore.

## Thứ tư, ngày10 tháng 5
- Ông Giorgio Napolitano được bầu làm Tổng thống Ý.

## Thứ sáu, ngày12 tháng 5
- Vụ Bộ An ninh Quốc gia giữ hồ sơ về các cuộc gọi điện thoại trong cơ sở dữ liệu gây ra tranh luận ở Hoa Kỳ.

## Thứ bảy, ngày13 tháng 5
- Chính quyền Indonesia ra lệnh sơ tán cho các khu vực xung quanh núi lửa Merapi ở miền trung đảo Java vì lo ngại sẽ phun lửa.
- Tại Washington, D.C., cuộc đàm phán về việc gia nhập WTO của Việt Nam đã đạt được những thỏa thuận trên nguyên tắc, Việt Nam hy vọng có thể gia nhập tổ chức này trong năm nay.

## Chủ nhật, ngày14 tháng 5
- Bạo động trong các nhà tù tại São Paulo (Brasil) làm trên 52 người thiệt mạng.

## Thứ ba, ngày16 tháng 5
- Ayaan Hirsi Ali từ chức Nghị sĩ Quốc hội Hà Lan sau khi bị phát hiện bà đã gian dối khi nộp đơn xin tị nạn.
- Cựu Tổng thống Iraq Saddam Hussein chính thức bị buộc tội ác chống nhân loại tại Tòa đặc biệt Iraq.

## Thứ tư, ngày17 tháng 5
- Romano Prodi kế nhiệm Silvio Berlusconi làm Thủ tướng Ý, kết thúc giai đoạn chuyển tiếp chua cay.
- Barcelona đoạt Cúp các đội vô địch bóng đá quốc gia châu Âu sau khi thắng Arsenal 2–1 trong trận chung kết tại Paris.
- Justin Gatlin chạy cuộc chạy nhanh 100 m nam trong 9,77 giây, bằng kỷ lục thế giới của Asafa Powell.

## Thứ năm, ngày18 tháng 5
- Dự án bản đồ gen người xác định xong trình tự của nhiễm sắc thể 1, phần bộ gen cuối cùng.

## Thứ bảy, ngày20 tháng 5
- Trung Quốc hoàn thành bức tường chính của đập Tam Hiệp, con đập ở tỉnh Hồ Bắc này chắn ngang sông Dương Tử.
- Thủ tướng Nouri al-Maliki và nội các bắt đầu chính phủ thường trực đầu tiên của Iraq sau khi Saddam Hussein sụp đổ.

## Thứ hai, ngày22 tháng 5
- Ông Lee Jong-wook, người Hàn Quốc làm Tổng giám đốc Tổ chức Y tế Thế giới (WHO), mất vì bệnh tắc mạch máu não.
- Bộ trưởng quốc phòng Nga xác nhận thông tin Moskva dự định ký một thỏa thuận cung cấp 30 tên lửa cho Iran. Thỏa thuận này đương nhiên gặp sự phản đối quyết liệt từ Hoa Kỳ. Hiện Hoa Kỳ muốn mọi quốc gia không được bán vũ khí cho Iran. Trong khi đó Nga khẳng định các tên lửa Tor-M1 họ bán cho Iran chỉ có thể sử dụng vào mục đích tự vệ.

## Thứ ba, ngày23 tháng 5
- Tính đến ngày 23 tháng 5, khoảng 204 ngư dân Việt Nam bị chết và mất tích, hàng chục tàu bị chìm do cơn bão Chanchu (cơn bão số 1 của Việt Nam) tràn qua biển Đông. Nhiều người được Trung Quốc cứu thoát. Thanh Niên
- Lính Úc, Malaysia, New Zealand, và Bồ Đào Nha tới Đông Timor để dẹp yên cuộc nổi loạn ở thủ đô Dili sau khi Tổng thống Xanana Gusmão kêu gọi các nước khác giúp đỡ.
- Người dân Montenegro tham gia cuộc trưng cầu dân ý ly khai khỏi liên bang Serbia và Montenegro, kết quả chính thức cho thấy 55,5% bỏ phiếu thuận (86,3% cử tri có mặt). Montenegro sẽ trở thành quốc gia độc lập thứ 193.

## Thứ năm, ngày25 tháng 5
- Kenneth Lay và Jeffrey Skilling bị kết tội do vai trò trong vụ Enron bị sụp đổ.

## Thứ sáu, ngày26 tháng 5
- Myanmar kéo dài thời gian giam cầm người lãnh đạo đối lập Aung San Suu Kyi tại nhà thêm một năm nữa.
- Thủ tướng Đức Angela Merkel chính thức mở cửa Berlin Hauptbahnhof, nhà ga chính của Berlin và lớn nhất ở châu Âu.

## Thứ bảy, ngày27 tháng 5
- Động đất tại đảo Java (Indonesia) làm ít nhất 5.500 người bị thiệt mạng, 20.000 người bị thương, gần 3.000 tòa nhà bị san phẳng. Hai trận động đất khác cũng xảy ra tại Nam Thái Bình Dương. Website của Trung tâm Khảo sát Địa chất Hoa Kỳ (USGS) thông báo hai trận này có cường độ 6,2 và 6,7 độ Richter, xảy ra tại Papua New Guinea và Tongo.
- Quân đội Israel cho biết lực lượng vũ trang Liban đã phóng nhiều tên lửa vào một trại lính ở phía bắc Israel.

## Chủ nhật, ngày28 tháng 5
- Hàng ngàn người thuộc dân tộc Azeri đã biểu tình tại một số khu vực ở miền Tây Bắc Iran để phản đối vụ tranh biếm họa.
- Tình trạng bạo lực tại Đông Timor tiếp tục gia tăng dù binh lính Úc đã có mặt tại đây.

## Thứ hai, ngày29 tháng 5
- Năm thành viên thường trực của Hội đồng bảo an Liên Hợp Quốc và Đức sẽ gặp nhau tại Viên (Áo) trong tuần này để bàn về vấn đề Iran.
- Sau khi tách Serbia và Montenegro, Liên minh châu Âu cho biết họ vẫn không thay đổi thái độ của mình đối với Montenegro trong việc gia nhập Liên minh.

## Thứ ba, ngày30 tháng 5
- Cộng đồng thế giới viện trợ hơn 47 triệu USD cho đảo Java, còn Việt Nam viện trợ khẩn cấp 1.000 tấn gạo giúp Indonesia. Vài ngày trước, động đất 6,3 độ Richter tại đảo Java làm ít nhất 6.200 người bị thiệt mạng, hơn 20.000 người bị thương, và 647.000 người mất nhà cửa.
- Một quả bom đã phát nổ cạnh nhà Bộ trưởng Văn hóa Hy Lạp George Voulgarakis.
- Tại Palestine, Hamas bắt đầu trả lương cho 40.000 công chức.

## Thứ tư, ngày31 tháng 5
- Ấn Độ đã vượt qua Nam Phi để trở thành nước có đông người sống chung với HIV/AIDS nhất thế giới. UNAIDS ước tính 5,7 triệu người.